# Gujarati (taal)

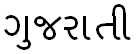
"Gujarati" geschreven in het Gujarati

Gujarati is een taal die oorspronkelijk in Gujarat werd gesproken, nu een deelstaat van India die grenst aan Pakistan, maar de taal wordt vanouds ook gesproken in andere deelstaten en gebieden in Pakistan. Ongeveer 46 miljoen mensen gebruiken de taal, tot in Oeganda, Tanzania en Kenia, maar ook de Gujaratisprekende bevolkingsgroepen in het Verenigd Koninkrijk, Noord-Amerika zijn aanzienlijk. Gujarati was de moedertaal van zowel Mahatma Gandhi, de "vader" van het post-koloniale India, alsook Mohammed Ali Jinnah, de stichter van Pakistan.
De geschiedenis van de taal begint ongeveer rond de 12e eeuw v.Chr. en wordt later beïnvloed door de Perzische cultuur. De eerste literatuur dateert uit 1592. Het schrift, van het type Abugida, is afgeleid van het Devanagari schrift, dat onder meer wordt gebruikt voor het Sanskriet en het Hindi. Het grootste verschil met dit alfabet is het weglaten van de bovenstreep boven de karakters.
Het Gujarati is een Indo-Arische taal, die weer deel is van de familie van Indo-Europese talen. Uit het Gujarati is de taal Kachchi ontwikkeld.
Het India Studie Centrum, een onderdeel van de Universiteit Antwerpen, organiseert sinds enkele jaren lessen Gujarati voor Indiase jongeren. De lessen vinden plaats in het Engels.

## Media
- Sandesh is een Indiase krant in Gujarati met edities in Ahmedabad, Vadodara, Surat.